# Forspildte dage
Forspildte dage er en amerikansk film fra 1945 instrueret af Billy Wilder. Filmen er baseret på Charles R. Jacksons roman af samme navn. Filmen vandt fire oscars heriblandt for bedste film.

## Plot
Filmen handler om Don Birnam (Ray Milland), en alkoholisk forfatter, der kæmper med sin afhængighed i en weekend. Han lider af angst og delirium tremens, før han beslutter sig for at stoppe med at drikke.